# بن شيلتون
بن شيلتون ، من مواليد 9 اكتوبر 2002 في أتلانتا ، هو لاعب تنس أمريكي محترف منذ عام 2022.
لعب التنس لأول مرة في بطولة الكليات الأمريكية لفريق فلوريدا جاتورز وفاز ببطولة الرابطة الوطنية لرياضة الجامعات الفردية في عام 2022. تميز ظهوره الأول على الحلبة الاحترافية بمسيرته الواعدة في بطولة سينسيناتي ماسترز .

## روابط خارجية
- - ATP
  - ITF
  - (en) Tennis Abstract